# Scinax kautskyi
A Scinax kautskyi a kétéltűek (Amphibia) osztályának békák (Anura) rendjébe és a levelibéka-félék (Hylidae) családjába tartozó faj. A nevét Roberto Kautsky (1924–2010) brazil botanikus és ökológus tiszteletére kapta.

## Előfordulása
A faj Brazília endemikus faja. Természetes élőhelye a szubtrópusi vagy trópusi nedves síkvidéki erdők, lepusztult erdők. A fajt élőhelyének elvesztése fenyegeti.